# Maylisoriidae
Maylisoriidae es una familia de foraminíferos bentónicos del suborden Allogromiina y del orden Allogromiida. Su rango cronoestratigráfico abarca desde el Cámbrico superior hasta el Silúrico.

## Clasificación
Maylisoriidae incluye a las siguientes géneros:
- Chitinodendron †
- Maylisoria †

Otro género considerado en Maylisoriidae es:
- Alexandrella †, aceptado como Maylisoria